# 경기과학고등학교
경기과학고등학교(京畿科學高等學校)는 대한민국 경기도 수원시 장안구 송죽동에 위치한 공립 과학영재학교이다.

## 학교 연혁
- 1983년 1월 10일 : 학교설립 인가
- 1983년 3월 5일 : 1983학년도 신입생 입학(경기지역 2학급 60명, 남학생)
- 1983년 3월 5일 : 초대 홍창기 교장 취임
- 1983년 6월 30일 : 교사 본관 및 기숙사 완공
- 1986년 2월 17일 : 제1회 졸업 및 조기수료식(졸업 54명, 수료 9명)
- 1987년 2월 3일 : 특수 목적고 지정(문교부 고시 제87-3호)
- 1988년 3월 2일 : 3학급 90명 입학, 남녀공학 실시
- 1988년 10월 28일 : 과학탐구관 준공
- 2008년 12월 : 영재학교 지정
- 2010년 3월 : 과학영재학교 전환
- 2010년 7월 : 과학영재학교 선포식
- 2012년 1월 : 제27회 졸업 및 조기 졸업식(졸업 21명, 조기졸업 81명) 총 2,065명
- 2022년 3월 : 김혁 교장 취임
- 2024년 1월 : 2023학년도 졸업식(과학영재 제12회, 과학고 제39회) 123명 졸업

## 설치 학과
- 과학과

## 갤러리

창조관
학술정보관
기숙사 전경
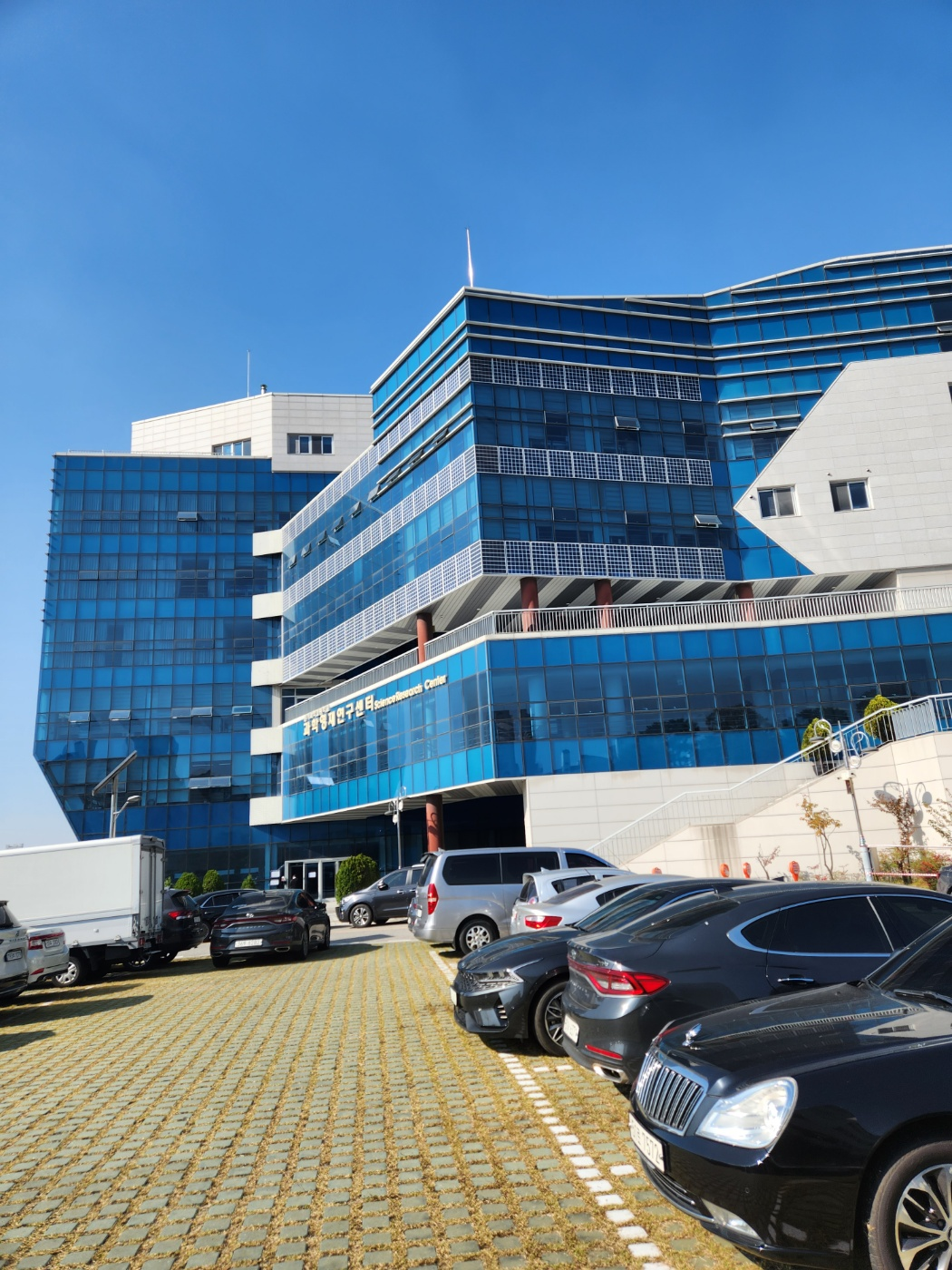
SRC(과학연구센터) 전경

## 참고 자료
- 경기과학고등학교 - 한국교육학술정보원 학교알리미